# Karen MacNeil
Pour les articles homonymes, voir MacNeil.
Karen MacNeil est une auteure américaine, journaliste, éducatrice œnologique et consultante basée à Napa Valley, et la seule personne à avoir remporté tous les grands prix du vin de langue anglaise. MacNeil est également la fondatrice et la présidente du Rudd Center for Professional Wine Studies du Culinary Institute of America at Greystone à St. Helena en Californie,,.
MacNeil est l'auteur du livre The Wine Bible qui a nécessité 10 ans d'écriture, et a été l'animatrice d'une série d'émission sur PBS de 13 épisodes intitulée Wine, Food and Friends with Karen MacNeil, pour laquelle elle a remporté un Emmy Awards. Elle écrivit et publia son livre Wine, Food & Friends en parallèle de l'émission. MacNeil était également correspondant de vin du The Today Show sur NBC et a publié des articles dans un large éventail de publications et travaille en tant que consultante privée en éducation viticole.

## Carrière
Le premier article de MacNeil, sur le sujet du meilleur beurre offert dans les épiceries fines de New York, est publié dans The Village Voice et a façonné l'orientation de sa carrière. Sa transition de l'écrivain culinaire à l'écrivain du vin a lieu au milieu des années 1970, lorsqu'elle est chargée par le magazine Elle d'écrire un article sur le vin. En 1991, elle signe un contrat avec Workman Publishing Co. pour écrire un livre sur le vin, The Wine Bible, publié en 2001. Ce livre de 910 pages, vendu à plus de 550 000 exemplaires à ce jour, en fait le livre sur le vin le plus vendu aux États-Unis. Son deuxième livre est Wine, Food & Friends (2006).
Les articles de MacNeil ont été publiés dans le New York Times, Food & Wine, Saveur et Town & Country. Dans son travail en tant que consultante privée en éducation viticole, elle a eu des clients tels que les sociétés Merrill Lynch, Lexus, General Electric, Time Inc. et American Express,. 
MacNeil est nommée Outstanding Wine and Spirits Professional of the Year en 2004 par la Fondation James Beard. En 2005, elle est nommée Wine Educator of the Year par l’European Wine Council, en 2007, elle reçoit le Wine Literary Award décerné par le Wine Appréciation Guildand, et en 2008, l’International Wine & Spirits Competition Communicator of the Year Award. Elle est la seule personne aux États-Unis à avoir reçu tous les grands prix du vin de langue anglaise.